# بواشکوو
بواشکوو (به لهستانی:  Błaszków) یک روستا در لهستان است که در گمینا ستانپورکوو واقع شده‌است. بواشکوو ۴۰۰ نفر جمعیت دارد.